# Dascyllus albisella
Dascyllus albisella là một loài cá biển thuộc chi Dascyllus trong họ Cá thia. Loài này được mô tả lần đầu tiên vào năm 1862.

## Từ nguyên
Từ định danh albisella được ghép bởi hai âm tiết trong tiếng Latinh: albus ("trắng") và sella ("yên ngựa"), hàm ý có lẽ đề cập đến vệt trắng ở giữa lưng cá con của loài này.

## Phạm vi phân bố và môi trường sống
D. albisella là loài đặc hữu của quần đảo Hawaii và đảo Johnston gần đó. D. albisella sống gần các mỏm đá và trên các rạn san hô viền bờ ở độ sâu đến ít nhất là 84 m; cá con thường núp trong những cụm san hô thuộc chi Pocillopora và đôi khi trong cả hải quỳ Heteractis malu.

## Mô tả

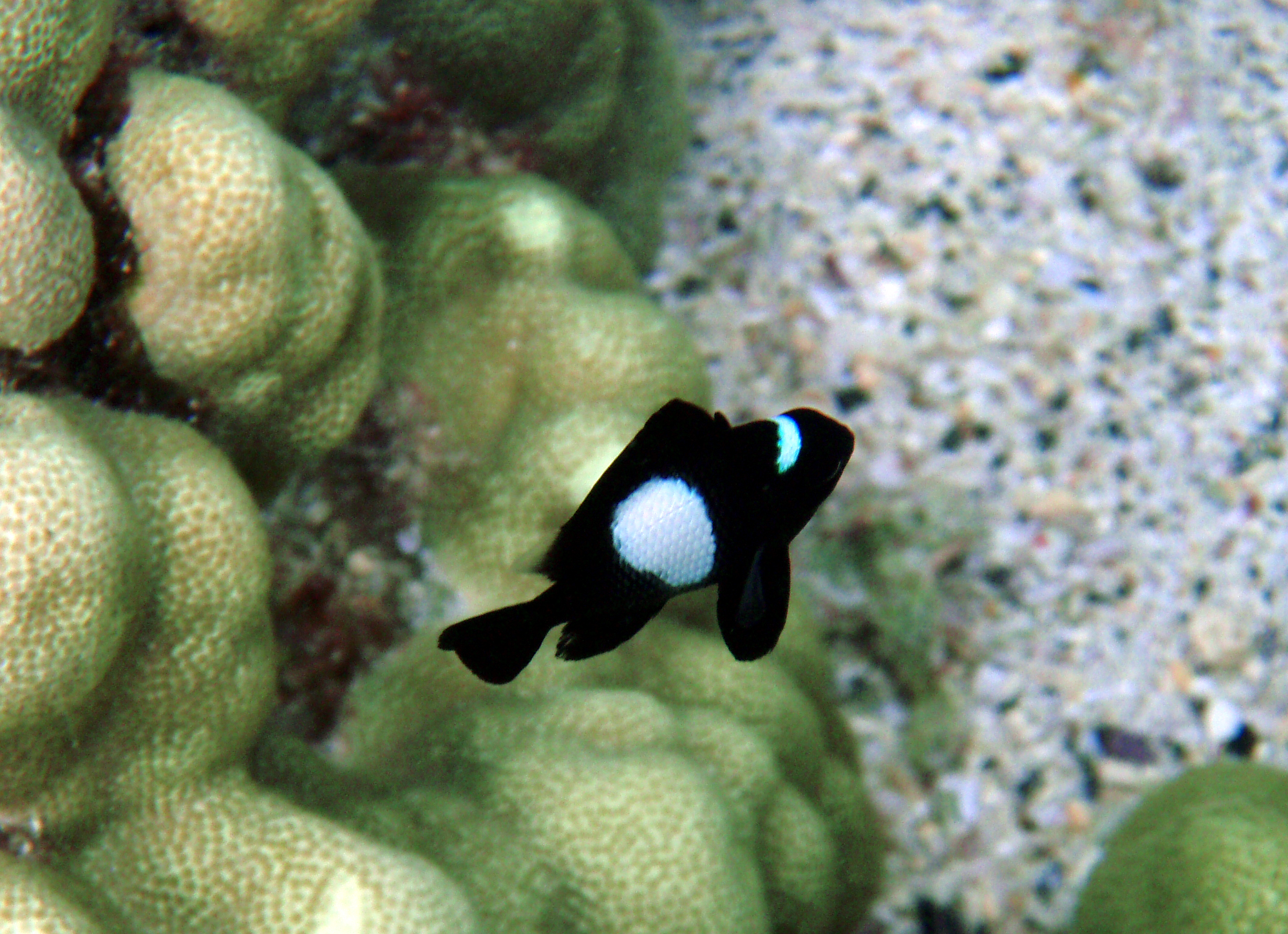
Cá con D. albisella

Chiều dài lớn nhất được ghi nhận ở D. albisella là 13 cm. Cá trưởng thành có màu xám trắng gần như toàn bộ phần thân (vào thời điểm sinh sản hoặc khi sống ở vùng đáy cát) hoặc đen sẫm (kiểu hình bình thường), vùng đầu và các vây luôn là màu nâu đen (trừ vây ngực và vây lưng sau trong suốt). Vảy cá lớn và được viền đen, tạo thành kiểu hình mắt lưới nổi bật trên thân của chúng. Vây đuôi hơi lõm vào trong, bo tròn ở hai thùy. Cá con có màu đen tuyền với một vệt trắng ở hai bên thân, cũng như một đốm tương tự trước trán (nhỏ dần và biến mất khi lớn lên, có thể nhìn thấy chỉ là một đốm tròn giữa lưng ở nhiều cá thể lớn).
Ở đảo Johnston, nhiều cá thể được cho là D. albisella có màu vàng ở các chóp vây.
Số gai ở vây lưng: 12; Số tia vây ở vây lưng: 15–16; Số gai ở vây hậu môn: 2; Số tia vây ở vây hậu môn: 14–15; Số gai ở vây bụng: 1; Số tia vây ở vây bụng: 5; Số tia vây ở vây ngực: 20.

## Phân loại học

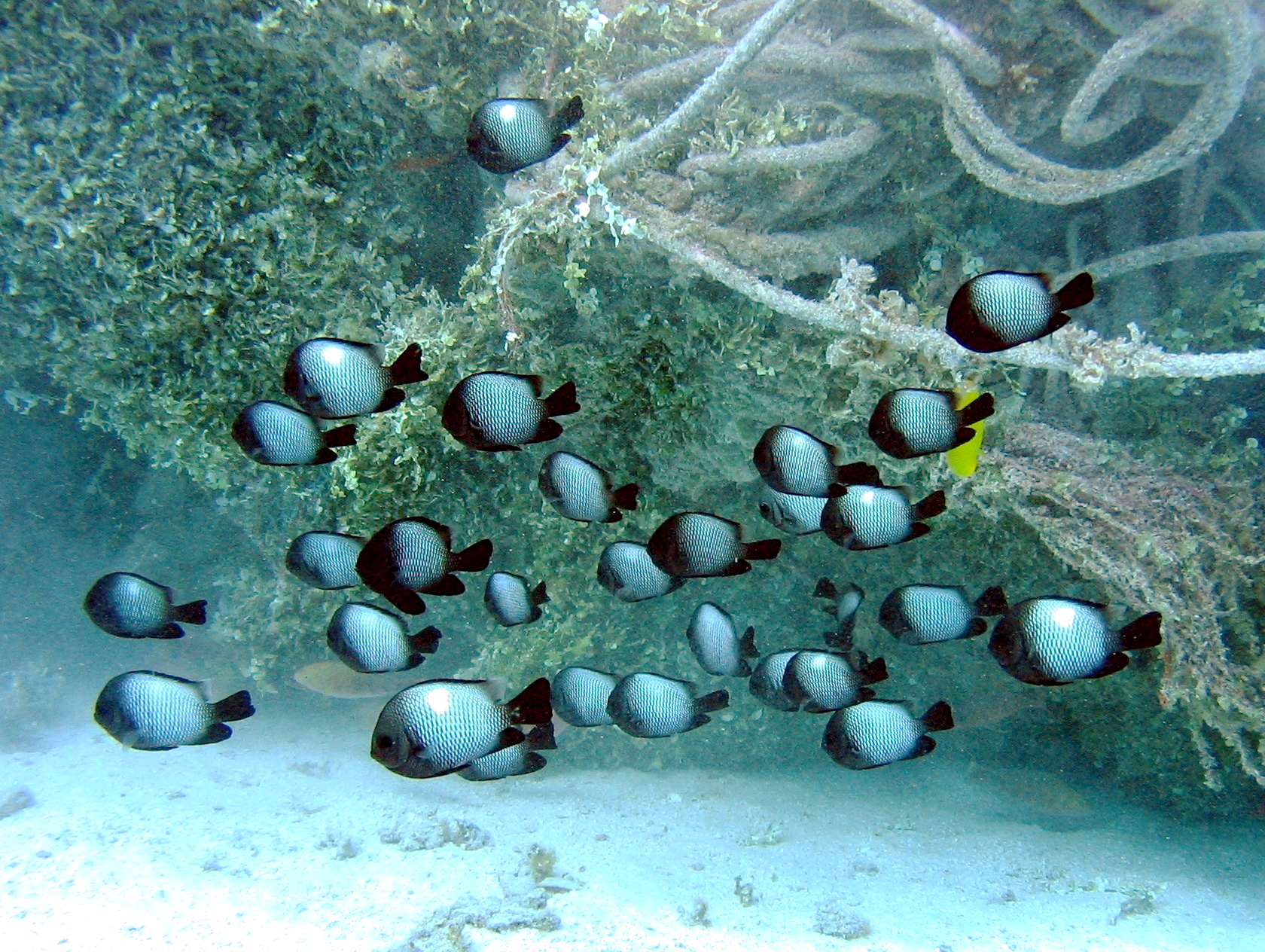
Một đàn D. albisella

D. albisella nằm trong phức hợp loài Dascyllus trimaculatus cùng với Dascyllus strasburgi và Dascyllus auripinnis. Phức hợp trimaculatus được tách ra từ phức hợp Dascyllus reticulatus vào khoảng 3,9 triệu năm trước (Thế Pleistocen).

## Sinh thái học
Thức ăn của D. albisella bao gồm tảo và những loài động vật phù du. Mùa sinh sản của chúng diễn ra vào khoảng tháng 5 đến tháng 8. Cá đực có tập tính bảo vệ và chăm sóc trứng; trứng có độ dính và bám vào nền tổ. Qua quan sát thực nghiệm tại Hawaii, sau khi cá đực được loại bỏ khỏi tổ, cá cái sẽ thay cá đực bảo vệ tổ mà chúng thường hay đẻ trứng vào đó, nhưng không phải tất cả những con cá cái đẻ trứng vào chung một tổ đều tham gia vào việc bảo vệ tổ.
Trong suốt quá trình thực hiện các màn tán tỉnh, D. albisella đực sẽ phát ra âm thanh, là một hành vi nổi bật của họ Cá thia. Không những vậy, D. albisella đực còn có thể tạo ra âm thanh trong lúc giao phối, một điều chưa được biết đến trước đó ở những loài cá thia khác nào khác. Âm thanh được tạo khi tán tỉnh có số lượng xung lớn hơn và thời lượng dài hơn so với âm thanh trong lúc giao phối ở D. albisella; ngoài ra, âm thanh tán tỉnh của con đực lớn hơn lại có tần số thấp hơn so với âm thanh của con đực nhỏ hơn.